# Thuốc trung hòa acid

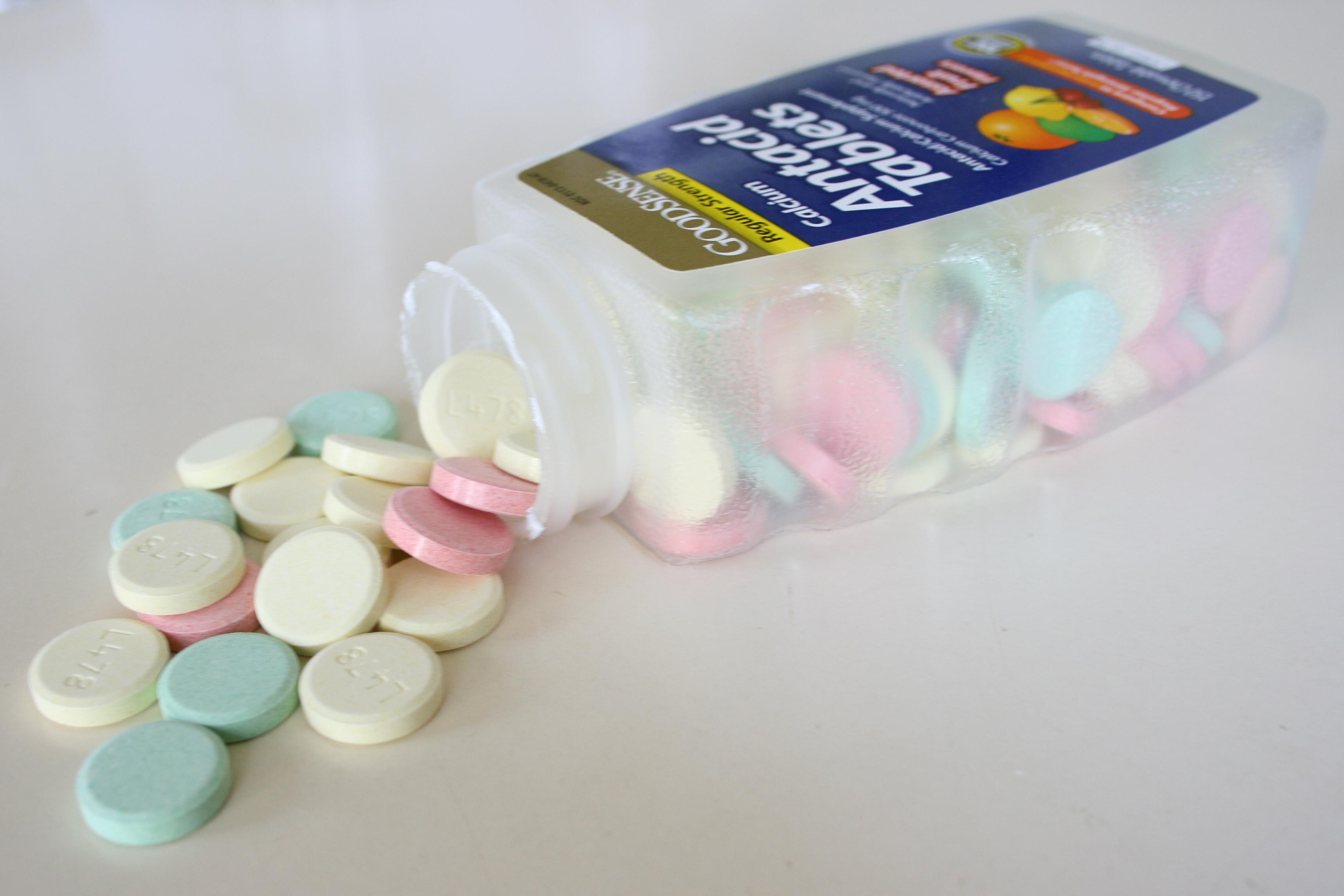
Thuốc trung hòa axit

Thuốc trung hòa axit là thuốc có tác dụng trung hòa axit dịch vị và được sử dụng để làm giảm các triệu chứng ợ nóng, khó tiêu, hoặc đau dạ dày.

## Chỉ định
Thuốc trung hòa axit là thuốc không kê đơn và dùng đường uống để nhanh chóng giải quyết triệu chứng ợ nóng, một triệu chứng chính của bệnh trào ngược dạ dày thực quản, và khó tiêu. Điều trị bằng thuốc kháng đơn độc trong điều trị triệu chứng và chỉ phù hợp khi triệu chứng nhẹ.
Thuốc trung hòa axit gồm nhiều loại khác nhau bao gồm thuốc đối kháng thụ thể H2 hoặc ức chế bơm proton và các thuốc này không tiêu diệt vi khuẩnHelicobacter pylori, nguyên nhân chủ yếu gây ra viêm loét dạ dày tá tràng.
Thuốc trung hòa axit không phải dạng hạt (natri citrate, magnesi trisilicate) làm tăng dạ dày pH nhẹ hoặc không ảnh hưởng đến thể tích dạ dày. Natri citrate nên được dùng trong vòng 1 giờ trước phẫu thuật để đạt hiệu quả nhất.

## Tác dụng phụ
Một phiên bản với magnesi có thể gây tiêu chảy, và thương hiệu với calcium hoặc nhôm có thể gây ra táo bón và ít khi sử dụng lâu dài có thể gây ra thận đá. Dài hạn sử dụng một phiên bản với nhôm có thể làm tăng nguy cơ bị loãng.

## Cơ chế hoạt động
Khi dạ dày sản xuất quá nhiều axit so với hàng rào nhầy tự nhiên lót dạ dày bảo vệ niêm mạc có thể làm tổn thương thực quản ở những người bị trào ngược dạ dày thực quản. Thuốc trung hòa axit dịch vị chứa ion kiềm trung hòa dịch vị, giảm tổn thương và giảm đau.